# Helga Jónsdóttir

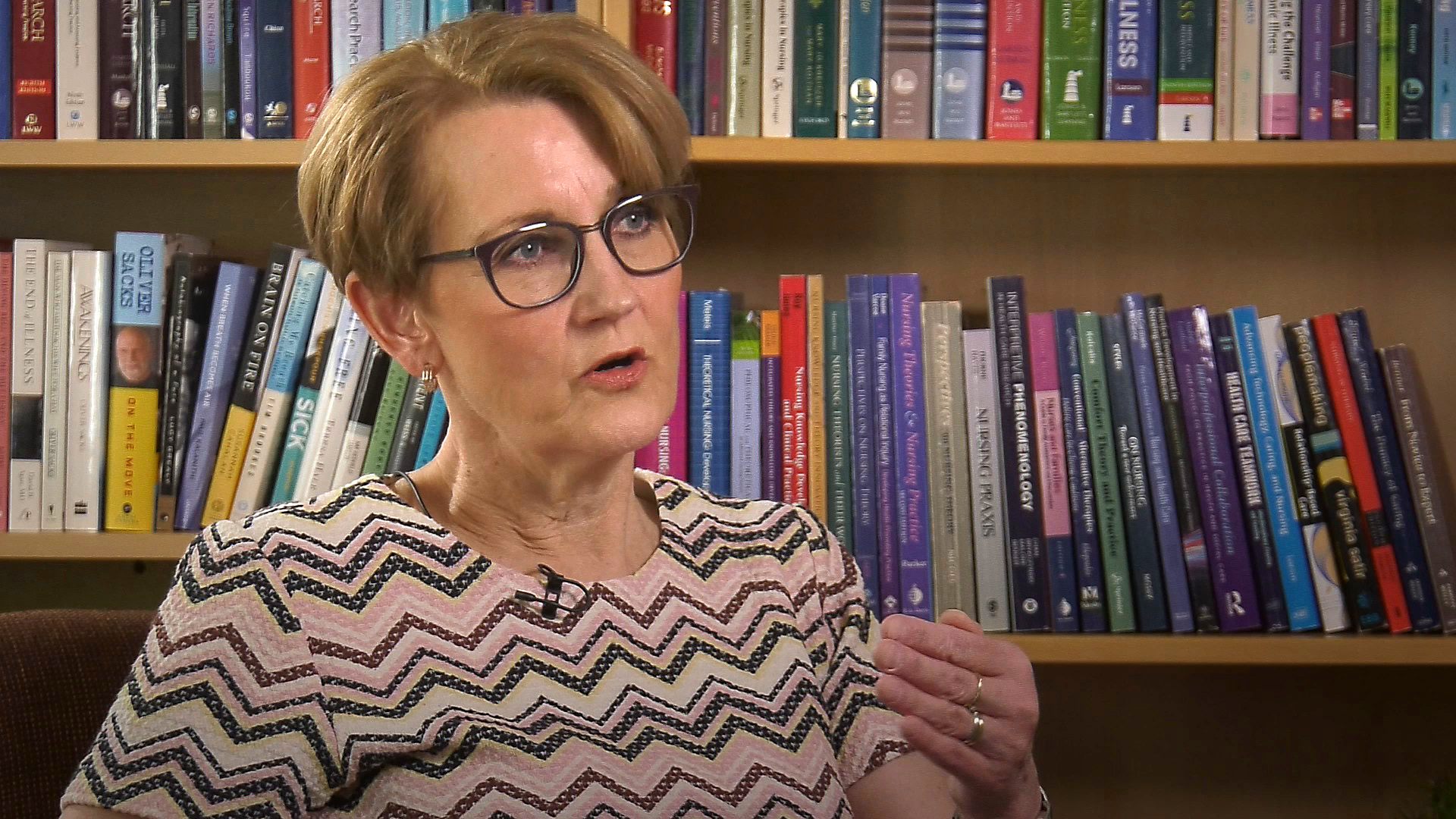
Helga Jónsdóttir (2019)

Helga Jónsdóttir (* 1957) ist Professorin für Pflege- und Hebammenwissenschaft an der Universität von Island (Háskóli Íslands). Sie hält den Lehrstuhl für „Pflege bei chronisch kranken Erwachsenen“ am Nationalen Universitätskrankenhaus „Landspítali“ inne.

## Leben
Helga Jónsdóttir erwarb im Jahr 1981 den akademischen Grad eines „Bachelor of Science in Nursing“ an der Universität von Island (Háskóli Íslands). Im Jahr 1988 folgte der Masterdegree an der Universität Minnesota in den USA, 1995 die kumulative Promotion ebenda. Zwischen 1981 und 1986 arbeitete sie in der klinischen Pflege am Nationalen Universitätskrankenhaus „Landspítali“ in Reykjavik und dessen Dependancen, den Regionalkrankenhäusern in Akureyri und Húsavík. Es folgte ein Aufenthalt am Universitätskrankenhaus in Oslo in Norwegen. Im Jahr 1992 wurde Helga Jónsdóttir Assistenzprofessorin an der Fakultät für Krankenpflege der Universität Island, 1996 wurde sie außerplanmäßige Professorin und im Jahr 2003 schließlich Professorin dieser Fakultät. Ihr wissenschaftliches Anliegen ist die Forschung und Praxisentwicklung für chronisch kranke Erwachsene, hier insbesondere für chronisch kranke Erwachsene mit Lungenerkrankungen und neurologischen Erkrankungen. Bereits in ihrer Promotion hatte sie sich mit Erfahrungen von Menschen mit chronischen Lungenerkrankungen beschäftigt. Später entwickelte sie ein Theoriekonzept für die Partnerschaft zwischen Menschen mit COPD (Chronisch obstruktive Lungenerkrankung) und deren Familien zur Verbesserung des Selbstmanagements. Sie forschte in diesem Kontext auch zur Raucherentwöhnungsbehandlung. In der neurologischen Pflege ging es ihr vor allem um Patienten mit Schlaganfall im Krankenhaus und im häuslichen Kontext. Die pflegerische Nachsorge im häuslichen Kontext war ihr ein besonderes Anliegen. Zwischen 2013 und 2017 war Helga Jónsdóttir Dekanin der Fakultät für Pflege- und Hebammenwissenschaft. Ihre Nachfolgerin in diesem Amt wurde Herdís Sveinsdóttir. Helga Jónsdóttir war zudem aktiv beteiligt an der Vorbereitung der Gründung des Nationalen Instituts für Pflegeforschung in Island. Auch ist sie Fellow des europäischen „Nurse Leadership Educational Programms (NurseLead)“, an dem sechs europäische Länder beteiligt sind. Dieses Programm dient der Förderung der künftigen Generation von Führungskräften in der Pflegebildung.

## Ehrungen
- November 2013: Würdigung durch die „Association of Pulmonary Nurses“ für den Beitrag zur Entwicklung der Pflege von Lungenpatienten.
- 4. Oktober 2017: Ernennung zum Fellow der „American Academy of Nursing (FAAN)“.
- 2. Mai 2019: Ehrenprofessur des Landspítali („Honorary Scientist of Landspítali)“.

## Publikationen

### Zeitschriftenartikel
- Klinke, M.K., Hjaltason, H., Hafsteinsdóttir Th.B. & Jónsdóttir, H. (2016). Spatial neglect in stroke patients after discharge from rehabilitation to own home: a mixed method study. Disability & Rehabilitation, 38(25), 2429–2444.
- Klinke, M.K., Zahavi, D., Hjaltason, H., Thorsteinsson, B. & Jónsdóttir, H. (2015). "Getting the left right" – the experience of hemi-spatial neglect after stroke. Qualitative Health Research, 25(12), 1623–1636.
- Jonsdottir, H., Amundadottir, O.R., Gudmundsson, G., Halldorsdottir, B.S., Hrafnkelsson, B., Ingadottir, Þ.S., Jonsdottir, R., Jonsson, J.S., Sigurjonsdottir, E.D. & Stefansdottir, I.K. (2015). Effectiveness of a partnership based self-management program for patients with mild and moderate chronic obstructive pulmonary disease: A pragmatic randomized controlled trial. Journal of Advanced Nursing, 71(11), 2634–2649.
- Jonsdottir, H. & Ingadottir T.S. (2011). Health in partnership: Family nursing practice for people with breathing difficulties. Qualitative Health Research, 21(7), 927–935.
- Ingadottir, T.S. & Jonsdottir, H. (2010). Partnership-based nursing practice for people with chronic obstructive pulmonary disease and their families: Influences on health related quality of life and hospital admissions. Journal of Clinical Nursing, 19, 2795–2805.
- Litchfield, M. & Jonsdottir, H. (2008). A practice discipline that’s here-and-now. Advances in Nursing Science, 31(1), 79–91.
- Jonsdottir, H., Litchfield, M. & Pharris, M.D. (2004). The relational core of nursing practice as partnership. Journal of Advanced Nursing, 47(3), 241–250.

### Herausgeberschaft
- Erla Kolbrún Svavarsdóttir & Helga Jónsdóttir (eds.)(2011): Family Nursing In Action (englischsprachig). Reykjavik: University of Iceland Press.
- Hafsteinsdottir, Þ.B., Jónsdóttir, H., Kirkevold, M., Leino-Kilpi, H., Lomborg, K. & Hallberg, I.L. (eds.) (2021), Leadership in nursing: Experiences from the European Nordic Countries. Geneva, Switzerland, Springer Publ.